# Baby Ray
Buford Garfield „Baby“ Ray (* 30. September 1914 in Una, Tennessee, USA; † 21. Januar 1986 in Nashville, Tennessee) war ein US-amerikanischer American-Football-Spieler. Er spielte in der National Football League (NFL) bei den Green Bay Packers als Tackle.

## Spielerlaufbahn

### Collegekarriere
Buford Ray besuchte in Nashville die Highschool, studierte danach an der Vanderbilt University und spielte dort American Football. Wie für die damalige Zeit üblich spielte er für die Vanderbilt Commodores sowohl in der Defense, als auch in der Offense. Er lief in beiden Mannschaftsteilen jeweils als Tackle auf. Im Jahr 1937 fungierte er als stellvertretender Mannschaftskapitän der Commodores. Von seinem College wurde er in den Jahren 1935 bis 1937 aufgrund seiner sportlichen Leistungen ausgezeichnet.

### Profikarriere
Ohne in einer NFL Draft gezogen worden zu sein, schloss er sich als Free Agent den Green Bay Packers an. Head Coach der Mannschaft war Curly Lambeau. Die Packers waren ein Spitzenteam und hatten zahlreiche All-Star-Spieler wie Arnie Herber, Clarke Hinkle oder Cecil Isbell in ihren Reihen. Zusammen mit Russ Letlow und Bill Lee spielte Ray in der Offensive Line als Tackle.

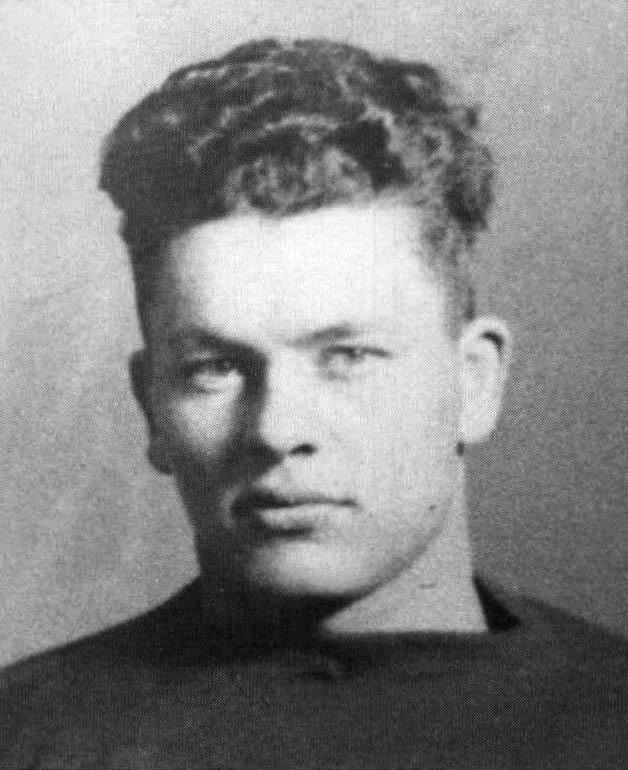
Curly Lambeau

Ray zog bereits in seinem Rookiejahr in das NFL-Meisterschaftsspiel ein, welches allerdings gegen die New York Giants mit 23:17 verloren ging. 1939 gewann Ray dann seinen ersten Meistertitel. Diesmal wurden die Giants mit 27:0 geschlagen. 1941 zog Ray zum dritten Mal mit seinem Team in das Meisterschaftsspiel ein. Die Chicago Bears gewannen mit 33:14. 1944 gewann Ray dann seinen zweiten Titel. Nochmals unterlagen die Giants dem Team aus Green Bay mit 14:7. Nach 11 Jahren bei den Packers beendete Ray 1948 seine Spielerlaufbahn.

## Trainerlaufbahn
Buford Ray wurde nach seiner Spielerlaufbahn Assistenztrainer an seinem alten College. Im Jahr 1955 konnte seine Mannschaft den Gator Bowl gewinnen – es war der erste Gewinn eines Bowlspiels durch die Commodores. Daneben war er hauptamtlicher Scout für dieses Team. Baby Ray kehrte später zu den Green Bay Packers zurück und war dort bis zu seinem Tod als Personalreferent und Scout tätig. Ray ist auf dem Calvary Cemetery in Nashville, Tennessee, beerdigt.

## Ehrungen
Ray spielte einmal im Pro Bowl, dem Abschlussspiel der besten Spieler einer Saison. Er wurde viermal zum All-Pro gewählt. Er ist Mitglied in der Tennessee Sports Hall of Fame, in der Green Bay Packers Hall of Fame und im NFL 1940s All-Decade Team.